# Фокс, Рейчел Джей
Ре́йчел Джей Фокс (англ. Rachel G. Fox; род. 23 июля 1996, Лоренсвилл, Джорджия) — американская актриса и певица, наиболее известная своей ролью Кайлы Хантингтон в телесериале ABC «Отчаянные домохозяйки».

## Ранняя жизнь
Родилась в Лоуренсвилле, в штате Джорджия. В возрасте 4 лет перебралась в Уэстлайк, штат Огайо. Через год её мать отдала её вместе со старшей сестрой на театральные курсы. Снялась в рекламных роликах таких агентств, как Ford Modeling Agency и The Docherty Agency. В возрасте 9 лет она переехала в Калифорнию и в настоящее время обучается в Chaminade College Preparatory School.

## Карьера

### Актёрская карьера
Появилась в таких телесериалах как, «Шпионка», «Это грабёж», «Приключения в Одиссее», «Ханна Монтана» и «АйКарли». Озвучила персонажей в видеоиграх Thrillville и «Муравей Балли».
С сентября 2006 по май 2008 года исполняла роль Кайлы Хантингтон, падчерицы-социопатки Линетт в телесериале ABC «Отчаянные домохозяйки».
В 2010 году снялась в фильме «Спорк», который стал её дебютом в кино и в главной роли. Также она снялась в фильме Джима Шеридана «Дом грёз», где сыграла роль Хлои Паттерсон, дочери Энн и Джека Паттерсонов (роли которых сыграли Наоми Уоттс и Мартон Чокаш).
Проходила кастинг для пилотного эпизода сериала CBS «Мелисса и Джоуи», который позже стал выходить на ABC Family.

## Финансовая карьера
В блоге Fox on Stocks, созданном в 2012 году и считающемся блогом Фокс о биржевой торговле, она описывается как «очень успешный биржевой трейдер в свободное время» и говорится, что он «предоставляет образование для тех, кто хочет узнать больше об инвестировании».
В 2016 году после публикаций о том, что она якобы работала трейдером у Джейкоба Вола, Фокс отрицала какую-либо связь с Волом.

## Фильмография

### Телевидение
| Год       | Название                         | Роль                   | Примечания                                |
| --------- | -------------------------------- | ---------------------- | ----------------------------------------- |
| 2005      | Джимми Киммел в прямом эфире     | Дочь Хостесса Скита    | Выпуск от 4 октября 2005                  |
| 2006      | Страсти                          | Взрослая Джейн         | 1 эпизод                                  |
| 2006      | Ханна Монтана                    | Девушка #2             | Эпизод: «Этот мир манекена»               |
| 2006      | Шпионка                          | Молодая Сидни          | Эпизод: «Всё время в мире»                |
| 2006      | Это так от отчаяния              | Баффи                  | 2 эпизода: «Рассвет Рэя» и «Закон сестры» |
| 2006—2008 | Отчаянные домохозяйки            | Кайла Хантингтон Скаво | 23 эпизода                                |
| 2008      | АйКарли                          | Эмбер Тейт             | Эпизод: «iCarly на ТВ»                    |
| 2009      | Новые приключения старой Кристин | Гретчен                | Эпизод: «Загадочное дело Бритни Б.»       |
| 2011-2012 | Мелисса и Джоуи                  | Холли Ребек            | 7 эпизодов (1.17-2.06)                    |
| 2011      | Винс без цензуры                 | Роузи                  | Пилотный эпизод CBS                       |
| 2012      | Частная практика                 | Мисси Спенсер          | 1 эпизод                                  |
| 2015      | C.S.I.: Киберпространство        | Элизабет Маркс         | 1 эпизод («Селфи 2.0»)                    |

### Фильмы
| Год  | Фильм                      | Роль            | Примечания          |
| ---- | -------------------------- | --------------- | ------------------- |
| 2006 | Гроза муравьёв             | Муравей-рёбёнок | Озвучка             |
| 2010 | Ложковилка                 | Бетси Бутч      | Главная роль        |
| 2011 | Дом грёз                   | Хлоя Паттерсон  | Второстепенная роль |
| 2012 | По признакам совместимости | Джилл Липшитц   | Второстепенная роль |
| 2013 | Ночь зомби                 | Трейси Джексон  | Главная роль        |

## Награды и номинации
| Награды | Награды   | Награды                        | Награды                                 | Награды               |
| Год     | Результат | Награда                        | Номинация                               | Номинированная работа |
| ------- | --------- | ------------------------------ | --------------------------------------- | --------------------- |
| 2007    | Номинация | Молодой актёр                  | Лучшая эпизодическая роль в телесериале | Отчаянные домохозяйки |
| 2008    | Номинация | Премия Гильдии киноактёров США | Выдающийся актёрский ансамбль           | Отчаянные домохозяйки |
| 2008    | Номинация | Молодой актёр                  | Лучшая эпизодическая роль в телесериале | Отчаянные домохозяйки |
| 2009    | Номинация | Премия Гильдии киноактёров США | Выдающийся актёрский ансамбль           | Отчаянные домохозяйки |

В 2014 году журнал Time назвал Фокс «одним из самых влиятельных подростков 2014 года».